# P38 kinaze activate de mitogeni
P38  kinaze activate de mitogeni (mitogen-activated protein kinaze) sunt o clasă de  kinaze activate de mitogeni (MAPKs) care sunt receptive la stimuli de stres, cum ar fi citokinele, iradierea cu ultraviolete, șoc termic și osmotic, și sunt implicate în diferențierea celulară, apoptoză și autofagie. Activarea persistentă a p38 MAPK în celulele satelit musculare ( celule stem), ca urmare a îmbătrânirii, afecteaza regenerarea musculara.
p38  kinaze activate de mitogeni (MAPK), numite, de asemenea, RK sau CSBP (Cytokinin Specific Binding Protein), este orthologul drojdiei Hog1p MAP kinaze, care participă într-o la semnalizarea controlului răspunsurilori celulare la citokine și stres.
Au fost identificate patru kinaze p38 MAP, p38-α (MAPK14), -β (MAPK11), -γ (MAPK12 / ERK6), și -δ (MAPK13 / SAPK4). 
| Format:Infobox protein | Format:Infobox protein |
| Format:Infobox protein | Format:Infobox protein |

MKK3 și SEK activează kinaza p38 MAP prin fosforilare la Thr-180 și Tyr-182. P38 MAP kinază activată a fost demonstrat că fosforilează și activează MAPKAP kinaza 2 și a fosforilează factorii de transcripție ATF2, Mac și MEF2. p38, de asemenea, a fost demonstrat de că fosforilează post-transcripționalii care reglementează factori, cum ar fi PTT.

## Patologie asociată cu dereglarea activității enzimatice P38
Activitate anormală (mai mare sau mai mică decât fiziologice) P38 a fost implicată în evenimentele patologice a mai multor țesuturi, care le includ pe cele neuronale 
osoase, pulmonare  cardiace și musculare scheletice, celulele roșii din sânge, și țesuturile fetale. Dereglarea activității NF-kB activitate poate activa genele care cauzeaza cancer, și de asemenea, poate activa gene care facilitează metastaza celulelor canceroase la alte tesuturi.

## Inhibitori P38
Inhibitorii P38 sunt căutați pentru posibilul efect terapeutic asupra bolilor autoimune și a proceselor inflamatorii, de exemplu, pamapimod. Unii au început studiile clinice, de exemplu, PH-797804 pentru BPOC. Alte p38 includ inhibitori ai BIRB 796, VX-702, SB239063, SB202190, SB203580, SCIO 469, și BMS 582949.